# Гідравлос

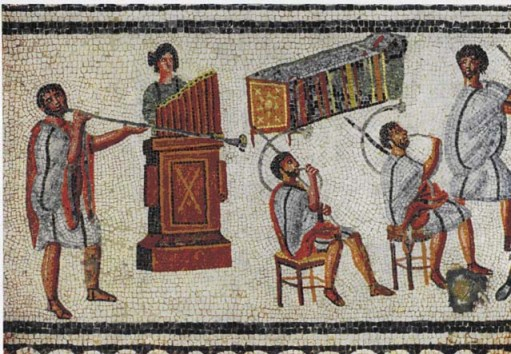
Музиканти з корну й водяним органом (фрагмент «Злітенської мозаїки», II століття)

Гідравлос (також гідравліс, водяний орган або гідравлічний орган) (грец. ὕδραυλις) — це різновид трубного органа, в якому повітря нагнітається водою. Джерелом енергії для подачі повітря є вода з природного джерела (наприклад, водоспаду) або ручний насос. Тому водяний орган не має міхів, нагнітача або компресора.
Варто розрізняти водяний (гідравлічний) орган і гідравліс. Гідравліс — це назва давньогрецького інструмента, створеного Ктесібієм Александрійським. Гідравліс мав занурений у водяний бак резервуар з повітрям. Повітря нагніталося в резервуар ручними насосами, а потім виходило під тиском через труби. Резервуар був відкритий знизу, що дозволяло воді підтримувати тиск на повітря в міру його надходження від насосів або виходу через труби.
У водяному органі, починаючи з XV століття, вода також використовується як джерело енергії для приведення в дію механізму, подібного до механізму шарманки, що містить певну мелодію для відтворення.

## Конструкція та принцип дії
Зазвичай вода подається до інструмента з певної висоти через трубу, а повітря надходить у потік води шляхом аспірації через бокову трубку, верхня частина якої знаходиться над джерелом води. Вода й повітря разом потрапляють у camera aeolis (вітряну камеру). Тут вони розділяються: стиснене повітря спрямовується у повітропровід над камерою для приведення в дію органних труб. Дві перфоровані пластини — так звані «бризкові пластини» або «діафрагми» — запобігають потраплянню водяних бризок у труби органа.
Після відділення від повітря вода залишає camera aeolis з тією ж швидкістю, з якою надходила. Далі вона приводить у рух водяне колесо, яке обертає музичний циліндр та механізми, прикріплені до нього. Щоб запустити орган, відкривають кран над вхідною трубою. За умови безперервного потоку води орган гратиме доти, доки кран не буде закритий.
Багато водяних органів мали прості пристрої для регулювання водяного тиску. Наприклад, у Квіринальському палаці вода тече з джерела на вершині пагорба (раніше потік був більш потужним, а тепер його вистачає лише на 30 хвилин гри). Вода проходить через сам палац і надходить у стабілізаційну «камеру», розташовану приблизно на 18 метрів (59 футів) вище camera aeolis у гроті органа. Цей перепад висоти забезпечує достатній потік повітря для роботи відновленого шестиголосого інструмента.
Серед ренесансних авторів, які писали про водяні органи, особливо виділяється Саломон де Каус. Його книга 1615 року містить короткий трактат про виготовлення водяних органів, поради щодо настройки, а також численні гравюри, що зображують інструменти, їх механізми та сцени використання. Крім того, у книзі наведено приклад музики для водяного органа — мадригал «Chi farà fed' al cielo» Алессандро Стріджо в обробці Пітера Філіпса.

## Історія

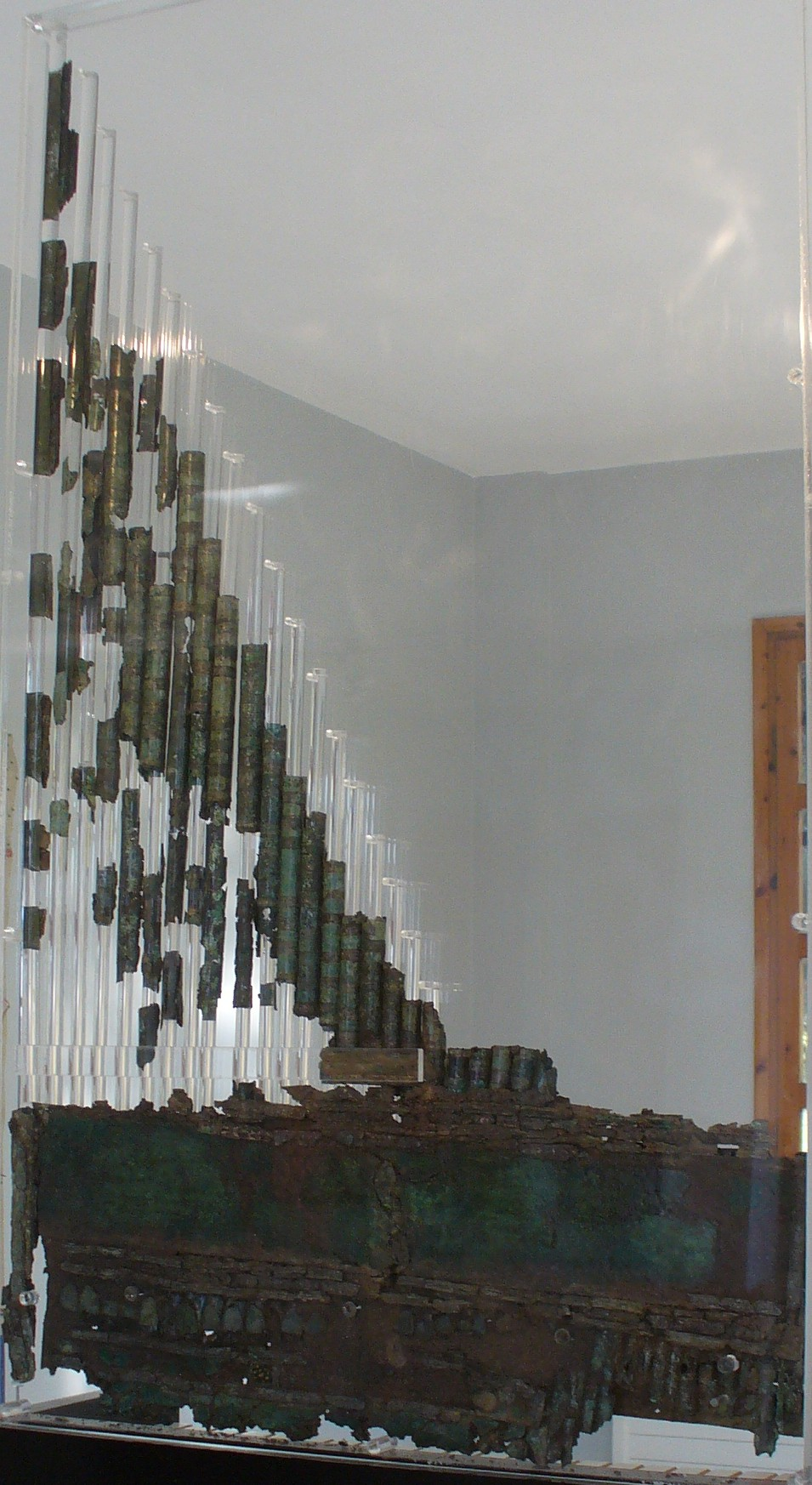
Гідравліс (I століття до н. е., Археологічний музей Діона, Греція)

Гідравліс — це ранній тип трубного органа, що працював шляхом перетворення динамічної енергії води на повітряний тиск для подачі в труби. Звідси й назва «гідравліс», що буквально означає «водяна труба». Винахід інструменту приписують вченому-інженеру елліністичного Єгипту Ктесібію з Александрії (III століття до н. е.). Гідравліс став першим у світі клавішним інструментом і попередником сучасного церковного органа. На відміну від ренесансного водяного органа, на стародавньому гідравлісі грали вручну, а не автоматично відтворювали музику, використовуючи потік води.
Характеристики гідравліса були визначені на основі мозаїк, малюнків, літературних згадок і часткових залишків інструмента. У 1931 році в Угорщині були виявлені залишки гідравліса з написом, що датував його 228 роком н. е. Шкіра та дерево, з яких був виготовлений інструмент, розклалися, проте збережені металеві частини дали змогу створити робочу реконструкцію, яка нині зберігається в Музеї Аквінка в Будапешті. Точний механізм створення повітряного потоку залишається предметом дискусій, і майже нічого не відомо про музику, що виконувалася на гідравлісі. Проте можна досліджувати звучання його труб. Талмуд згадує цей інструмент як такий, що використовувався в Єрусалимському храмі.

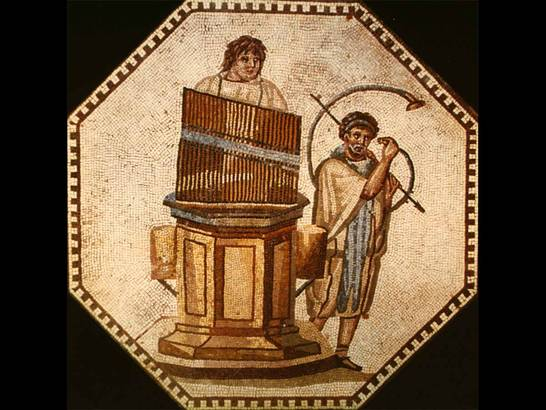
Римські музиканти грають на гідравлосі та буцині (мозаїка на римській віллі Ненніг (Німеччина), II ст.)

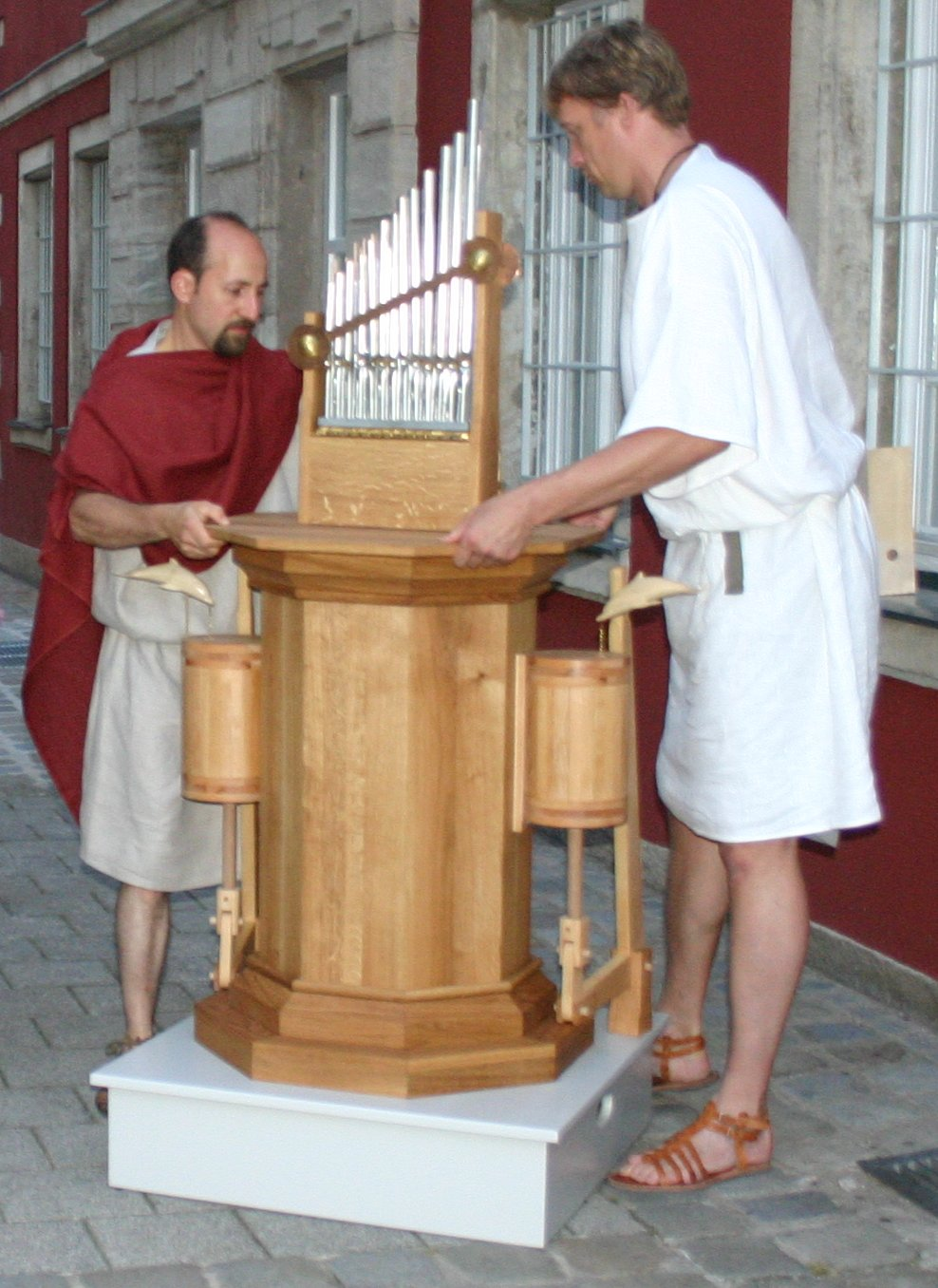
Сучасна реконструкція гідравлоса

Після створення гідравліса стародавніми греками його продовжували застосовувати в Римській імперії. Згодом цей музичний інструмент отримав подальший розвиток у Візантії, середньовічній Європі та країнах мусульманського світу. Один із перших портативних органів IV століття був зображений на обеліску, спорудженому в пам'ять про імператора Феодосія I після його смерті в 395 році. У збережених ілюмінованих рукописах Британського музею можна побачити численні зображення різних варіантів портативних органів, що використовувалися в європейських храмах середньовіччя. Наприклад, орган Піпіна 757 року був водяним органом, подарованим Каролінзькій імперії візантійським імператором Костянтином V. Арабські джерела згадують про гідравлічний орган, звук якого можна було почути на відстані до шістдесяти миль. Його створення приписують грецькому винахіднику на ім'я Мурістус, особа якого точно не встановлена. Є припущення, що це арабізована форма імені Ктесібія.
До кінця XII століття гідравлічні механізми були популярні в Італії та інших частинах Західної Європи. У період Відродження водяні органи знову стали символами містики й метафізики для прихильників езотеричних ідей. Часто ці органи встановлювали в садах, гротах і оранжереях королівських палаців і маєтків заможних людей. Вони вражали відвідувачів не тільки музикою, а й механічними фігурками, які танцювали, птахами, що махали крилами, та циклопами, які били молотами. Всі ці рухи забезпечувалися механізмами, вбудованими в музичні циліндри. Існували також інші види водяних органів, які діяли приховано, створюючи враження, що статуї або фігури грають на музичних інструментах. Наприклад, відтворювали сцени на кшталт «Орфей грає на віолі», «Змагання Аполлона з Марсієм» і «Аполлон і дев'ять муз».
Найвідоміший водяний орган XVI століття був розташований у віллі д'Есте в Тіволі. Його будівництво тривало приблизно з 1569 по 1572 рік під керівництвом Луче Клеріко (Люка де Клерка) і було завершене Клодом Венаром. Орган мав висоту близько шести метрів і стояв під аркою. Вода для його роботи надходила з розкішного водоспаду. Маріо Картаро в 1575 році описав цей інструмент як такий, що виконував «мадригали та багато інших мелодій». Дж. М. Заппі в книзі «Annalie memorie de Tivoli» (1576) згадував: «Коли давали команду заграти, спочатку лунали звуки труб, а потім починалася гармонійна мелодія… Багато людей не могли повірити, що орган звучав автоматично, використовуючи регістри й воду. Вони вважали, що всередині прихований музикант». Окрім автоматичного виконання щонайменше трьох музичних творів, цей орган мав клавіатуру для гри вручну.
Інші сади з водяними органами в Італії:
- Пратоліно поблизу Флоренції (близько 1575 року),
- Ізола-де-Бельведере у Феррарі (до 1599 року),
- Квіринальський палац у Римі (орган був збудований Лукою Б'яджі в 1598 році, відреставрований у 1990),
- Вілла Альдобрандіні у Фраскаті (1620),
- Королівський палац у Неаполі (1746),
- Вілла-Дорія-Памфілі в Римі (1758—1759).

З усіх цих водяних органів до наших днів зберігся лише орган у Квіринальському палац. Ілюстрація Атанасія Кірхера в його праці «Musurgia universalis» (1650), яку колись вважали лише художньою фантазією, виявилася точною схемою органа в гроті Квіринале, хоча зображення було віддзеркалене. На віллі д'Есте збереглися лише фрагменти водяного органа. Через накопичення мінеральних відкладень, що утворилися від води річки, яка проходила через грот органа, більшість деталей інструмента стала непомітною.
На початку XVII століття в Англії будували водяні органи. Корнеліус Дреббель створив один для короля Якова I, а Саломон де Каус побудував кілька органів у Ричмонді, працюючи на принца Генріха. Один водяний орган знаходився в Багнігг Вейл (Лондон) — у літньому будинку Нелл Ґвін (1650—1687), а Генрі Вінстенлі (1644—1703), дизайнер маяка Еддистоун, імовірно, збудував орган у своєму будинку в Сафрон Волден (Ессекс). Після одруження принцеси Єлизавети з курфюрстом Пфальцу принцом Фрідріхом V де Каус створив для них сади при Гейдельберзькому замку, які стали відомими завдяки своїм красивим і складним водним спорудам. Водяний орган зберігся в садах Гайльбронна (Вюртемберг), а також частини такого органа є в садах Вільгельмсгеє в Касселі. Брати Франчіні створили водні споруди та органи в Сен-Жермен-ан-Ле та Версалі, які вражали своєю пишнотою та технічним виконанням.
Проте вже наприкінці XVII століття популярність водяних органів почала згасати. Через високі витрати на обслуговування більшість із них занепала та була забута. До 1920 року жоден із них не зберігся. Водяний орган у замку Гелльбрунн у Зальцбурзі, який вважали автентичним, насправді є пневматичним інструментом, що працює на міхах, керованих водою.